# Totentanz (Liszt)

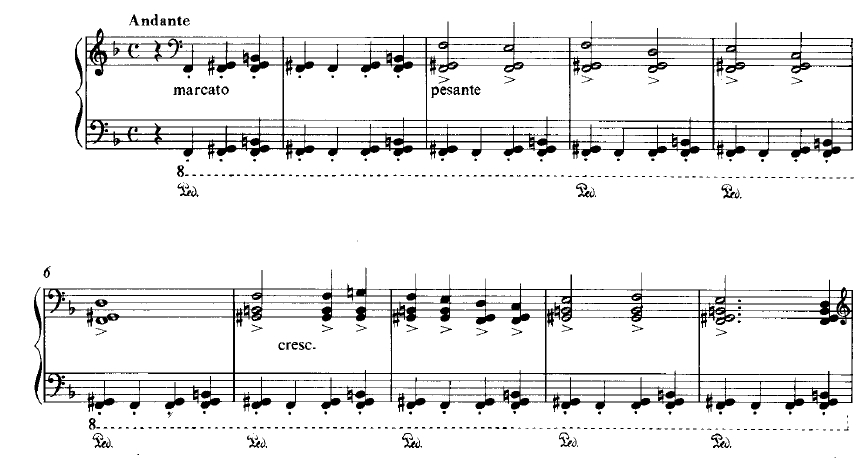
Openingsmaten van de pianosoloversie van de Totentanz van Franz Liszt

De Totentanz (Dodendans, ook wel aangeduid met de Franse titel Danse macabre) is een compositie van Franz Liszt die in twee hoofdversies (uit 1849 en 1853) bestaat. Het is een symfonisch werk voor piano solo en orkest en bestaat uit een thema met variaties.
Het stuk is opgedragen aan Hans von Bülow en staat in de toonsoort d-mineur.

## Inleiding
De Totentanz is gebaseerd op het "Dies Irae"-motief, een gregoriaanse melodie. Het stuk is opvallend omdat het nogal wat stilistische innovaties bevat. De plannen voor de compositie stammen uit 1838, maar een eerste versie werd in 1849 gecompleteerd. Daarna volgden twee grote revisies in 1853 en 1859.

## Obsessie met de Dood
Sommige van Liszts stukken hebben aan de dood gerelateerde titels, zoals de Totentanz, Funérailles, La Lugubre gondola, Pensée des morts. Hieruit blijkt dat de componist een fascinatie heeft voor de dood. Bij de jonge Liszt zien we hier al manifestaties van. De dood, religie, hemel en hel zijn veel terugkerende thema's. Liszt was een bevlogen katholiek en las graag de Divina Commedia (De Goddelijke Komedie) van Dante. Volgens Lisztbiograaf Alan Walker bezocht Liszt ook regelmatig Parijse ziekenhuizen, casino's en toevluchtsoorden in de vroege jaren 30 van de 19e eeuw, en bezocht hij tevens de gevangenissen om de ter dood veroordeelden te zien.

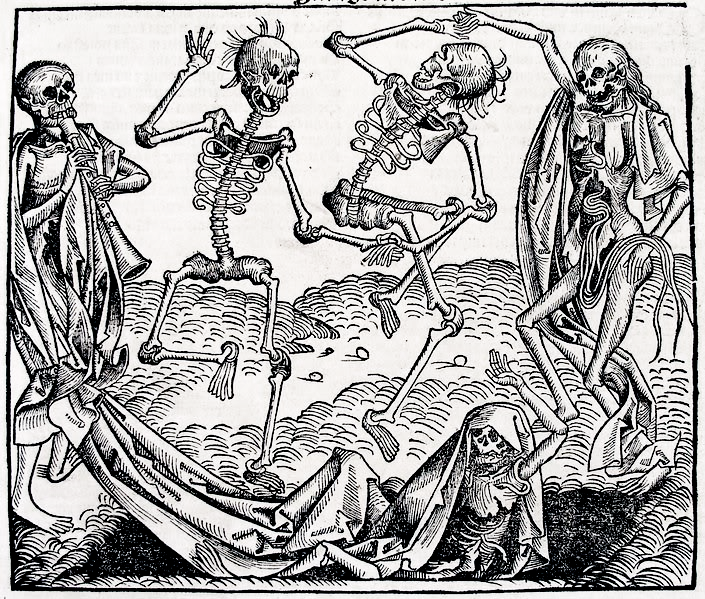
Totentanz uit het Liber Chronicarum (Neurenberg Kroniek), 1493, toegeschreven aan Hans Holbein Jr.

De traumatische impact van de Zwarte Dood (de grote pestepidemie) inspireerde velen tot een rijke traditie aan dodendansen (Totentanz, Danse Macabre of De triomf van de Dood, zowel in muziek als in literatuur en schilderkunst, sinds de Middeleeuwen tot diep in de Renaissance (zelfs heden ten dage) zijn schilders door de thematiek geïnspireerd. Voorbeelden daarvan zijn Jheronimus Bosch, Pieter Brueghel, Holbein en vele anderen. Zij beeldden de doodsangst archetypisch af en wilden op onbewuste wijze ons onderbewustzijn ritueel reinigen door fantastische en soms humoristisch/verschrikkelijke beelden van dansende lijken en legers van geraamten te schilderen. Al die beelden bevatten een boodschap: ze herinneren ons aan de fragiliteit en vergankelijkheid van het aardse leven, hoe glorieus het ook moge zijn.

## Inspiratiebronnen
In de Romantiek heerste een fascinatie voor de Middeleeuwen. Het aspect van fantastische of groteske macabere ironie verving vaak de originele morele bedoeling. Een muzikaal voorbeeld van die ironie vindt men in het laatste deel van de Symphonie fantastique van Hector Berlioz die tevens het middeleeuwse (gregoriaanse) Dies Irae (Dag des Oordeels) op een verbijsterend vernieuwende manier aan de luisteraar toont. In 1830 was Liszt aanwezig bij de wereldpremière van Berlioz’ Fantastische Symfonie en werd geraakt door de krachtige originaliteit van dit werk. Liszts Totentanz, een serie variaties voor piano en orkest, parafraseert dan ook veelvuldig de klaagzang in Dies Irae.

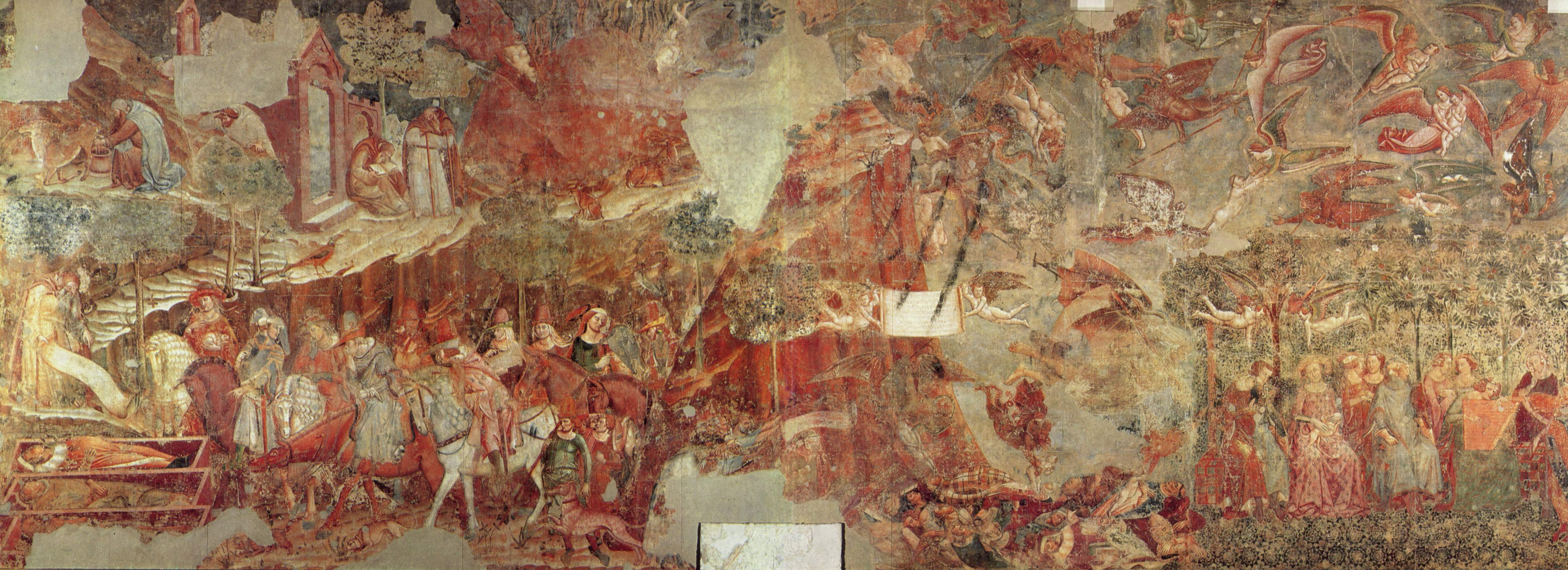
De triomf van de dood, circa 1355

Een andere inspiratiebron voor de jonge Liszt vormde het beroemde fresco Triomf van de Dood van Francesco Traini (in de tijd van Liszt werd dit fresco toegeschreven aan Andrea Orcagna en tegenwoordig aan Buonamico Buffalmacco) in het Campo santo in Pisa. Liszt bezocht Italië met zijn maîtresse Gravin Marie d'Agoult en in 1838 was hij in Pisa. Tien jaar later transformeerde Liszt zijn originele schetsen in een eerste complete versie van de Totentanz. Er volgden revisies in 1853 en 1859, en de uiteindelijke versie werd voor het eerst in Den Haag op 15 april 1865 ten gehore gebracht met als solist Liszts leerling Hans von Bülow, aan wie het werk werd opgedragen.

## Stilistische vernieuwingen
Omdat het werk is gebaseerd op gregoriaans materiaal bevat Liszts Totentanz middeleeuws aandoende passages, waarin bijvoorbeeld canonische en contrapuntische elementen voorkomen, maar het meest vernieuwende element is de choquerend modernistische, zelfs percussieve aard van de pianopartij. Het openingsgedeelte komt verrassend dicht bij de introductie van Bartóks Sonate voor twee piano's en slagwerk, een werk dat pas bijna 100 jaar later werd geschreven. Dit kan haast geen toeval zijn omdat Bartók regelmatig de Totentanz van Liszt heeft gespeeld. Andere vernieuwende kenmerken zijn de toccata-achtige secties waar de pianist met duivelse intensiteit de vele vaak repeterende noten eruit moet hameren, en speciale klankeffecten in het orkest zoals het col legno bij de strijkers, wat klinkt als het rammelen van de botten van geraamtes. Richard Pohl (een vroeg biograaf) merkt op: “Elke variatie ontsluit weer nieuwe karakteristieken — de serieuze mens, de vluchtige jeugd, de berouwvolle twijfelaar, de biddende monnik, de moedige soldaat, de liefkozende vrouw, het spelende kind.”
Opvallend is het gebruik van de tritonus als interval. Dit interval was zeer dissonant en stond mede daardoor bekend als de 'diablo in musica', de 'duivel in de muziek'. Dit duivelse interval (alsook de toonsoort D) paste Liszt ook toe in de Dante Sonate, die ook veelvuldig refereert aan de dood.
Zoals veel composities van Liszt doet het stuk een groot beroep op het uithoudingsvermogen en technisch kunnen van de pianist. Er zijn recensies die vertelden dat Liszt het stuk zo moeilijk had gemaakt dat de uitvoerder er in zou kunnen blijven, en dat de piano als lijk achter zou kunnen blijven.

## Versies
Zoals bij veel stukken van Liszt bestaan ook van dit werk een aantal verschillende versies. Naast de eerste versie van de Totentanz is er een met De Profundis getitelde versie die ontstaan is uit manuscriptbronnen die Ferruccio Busoni verzamelde (in 1919). De standaardversie is de uiteindelijke derde versie uit 1859. Daarnaast is er een versie voor twee piano's en een pianosoloversie zonder orkest van Liszt zelf bekend.

## Bekende uitvoerenden
Naast de historisch gedocumenteerde uitvoeringen van Hans von Bülow, Bartók, Rachmaninof en Busoni zijn ook uitvoeringen door studenten van Liszt bekend, waaronder José Vianna da Motta (1945 - Port Nat S IPL 108) en van György Cziffra (EMI 74012 2), Claudio Arrau, Jorge Bolet (Decca), Arturo Benedetti Michelangeli (1961 - Arkadia HP 507.1; 1962 - Memoria 999-001), Byron Janis (RCA) en Valentina Lisitsa.